# Casimir Meister
 (août 2022).
Si vous disposez d'ouvrages ou d'articles de référence ou si vous connaissez des sites web de qualité traitant du thème abordé ici, merci de compléter l'article en donnant les références utiles à sa vérifiabilité et en les liant à la section « Notes et références ».
Casimir Meister, né le 22 novembre 1869 à Matzendorf et mort le 22 décembre 1941 à Soleure, est un compositeur suisse de musique sacrée mais ayant également travaillé sur la musique populaire.

## Biographie
Casimir Meister grandit à Morat. Il reçut son éducation musicale à Lausanne de Carl Eschmann-Dumur (piano) et de Charles Blanchet (orgue), de 1889 à 1891 à l'Académie royale de musique de Munich de Joseph Rheinberger, Heinrich Schwartz et Ludwig Abel, puis de 1891 à 1892 au Conservatoire de Paris de Théodore Dubois (composition), Charles Wilfrid de Bériot (piano) et Charles-Marie Widor (orgue).
De 1892 à 1893, Meister travailla à Bulle en tant que directeur musical. Ce poste correspondait à celui d'organiste, chef de chœur et chef d'orchestre. Il y découvrit les lieder populaires de la Gruyère. En 1894, il partit pour Glaris, où il exerça jusqu'en 1898 le poste de chef du chœur d'hommes "Frohsinn", ainsi que du chœur mixte et de l'orchestre. En parallèle il exerçait comme organiste à l'église évangélique de la ville.
De 1898 à 1934, Casimir Meister s'installa à Soleure, où il avait été choisi comme professeur de chant à l'école municipale. Parallèlement, il prit la direction du chœur d'hommes et de l'ensemble "Cäcilienverein". Il dirigea entre autres des œuvres de Jean-Sébastien Bach et de Georg Friedrich Händel.
En 1921, il dut renoncer à la direction des deux chœurs pour des raisons de santé. À la suite de sa guérison, il devint Kapellmeister en 1922 de la cathédrale de Soleure, il y dirigea entre autres les messes de Anton Bruckner, Hans Huber, Franz Liszt, Giovanni Pierluigi da Palestrina et Franz Schubert.
En musique sacrée, Casimir Meister composa quatre messes, des oratorios, des hymnes, on lui connaît également des œuvres profanes pour chœurs et de la musique instrumentale pour orchestre, piano, orgue et musique de chambre. Ses adaptations musicales de l’œuvre de l'écrivain et pédagogue de Soleure Josef Reinhart "Liedli ab em Land" sont particulièrement connues. Elles sont devenues des airs populaires et sont très répandues dans les livres de chant d'écoliers. La première partie de la mélodie « D’Zyt isch do, d’Zyt isch do! singt’s uf em Nussbaum scho 'guggu' » fut le signal d'intervalle de Radio Bern de décembre 1926 à 1966.
Comme élève, professeur et ami d'un grand nombre de compositeurs de Soleure, Casimir Meister a joué un rôle prépondérant dans la vie musicale de la cité lors de la première moitié du vingtième siècle, entre autres à travers son travail avec Richard Flury et Dino Ghisalberti.
Il épousa en 1894 Marie, née Dinichert, de Murten, et fut le père de cinq enfants. Le 22 décembre 1941, il décéda des suites d'une maladie.